# مركز ناشونال إنترست
مركز ناشونال إنترست (بالإنجليزية: Center for the National Interest) هو خلية تفكير سياسية عامة في واشنطن العاصمة. أسس المركز رئيس الولايات المتحدة السابق ريتشارد نيكسون يوم 20 يناير 1994 تحت اسم مركز نيكسون للسلام والحرية (بالإنجليزية: Nixon Center for Peace and Freedom). تغير اسم المجموعة عام 1998 إلى ذا نيكسون سنتر أو مركز نيكسون (بالإنجليزية: The Nixon Center). وفي عام 2001، حازت مجلة ناشيونال إنترست على المركز. أعيد تسمية المركز في مارس 2011 إلى مركز ناشونال إنترست (بالإنجليزية: Center for the National Interest (CFTNI)).